# Darling Violetta
Darling Violetta je americká dark popová skupina z Los Angeles. Její základ tvoří zpěvačka Cami Elen a kytarista Jymm Thomas, kolem kterých se na dalších postech vystřídalo více hudebníků. Po styl skupiny je typický hlas zpěvačky Elen, užití violoncella (především v raných dílech) a texty s řadou sexuálních narážek, temných metafor a gotických odkazů.
Skupina debutovala v roce 1997 vydáním EP Bath Water Flowers, které o dva roky později následovala další deska The Kill You EP. Tehdy také nahrála pro televizní seriál Angel úvodní znělku, jejíž autorkou je Holly Knight. V roce 2003 vydala Darling Violetta své jediné dlouhohrající album Parlour.